# Soldi
Soldi – singel włoskiego rapera Mahmooda, wydany 6 lutego 2019 przez Island Records i zamieszczony na drugiej reedycji minialbumu Gioventù bruciata. 
Utwór skomponowali Dardust, Paolo Alberto Monachetti oraz sam wokalista, który jednocześnie napisał do niego tekst. Tekst piosenki napisany jest w języku włoskim, ale zawiera jedno zdanie w języku arabskim, będące wspomnieniem z dzieciństwa wokalisty.
5 lutego 2019 powstał teledysk do utworu, który wyreżyserował Attilio Cusani.
9 lutego 2019 utwór wygrał 69. Festiwal Piosenki Włoskiej w San Remo i reprezentował Włochy w 64. Konkursie Piosenki Eurowizji w Tel-Awiwie. Piosenka zajęła drugie miejsce podczas Eurowizji w 2019 roku.
Singel zadebiutował na 81. miejscu oficjalnej listy sprzedaży we Włoszech i Szwajcarii. Tydzień po premierze dotarł na szczyt notowania we Włoszech.
Nagranie w Polsce uzyskało status złotej płyty.

## Lista utworów
- Promo, digital download

1. „Soldi” – 3:15

## Pozycje na listach sprzedaży
Tygodniowe
| Kraj            | Notowanie (2019)               | Najwyższa pozycja |
| --------------- | ------------------------------ | ----------------- |
| Austria         | Ö3 Austria Top 40              | 12                |
| Belgia          | Ultratop 50 Singles (Flandria) | 50                |
| Belgia          | Ultratop 50 Singles (Walonia)  | 16                |
| Chorwacja       | ARC 100                        | 38                |
| Estonia         | Eesti Ekspress                 | 8                 |
| Francja         | Single Top 100                 | 67                |
| Grecja          | Top 50 Singles                 | 1                 |
| Hiszpania       | Top 50 Songs                   | 5                 |
| Holandia        | Singles Top 100                | 16                |
| Irlandia        | Top 100 Singles                | 65                |
| Islandia        | Tonlist                        | 3                 |
| Izrael          | Top 100 Singles                | 1                 |
| Litwa           | Singlų Top 100                 | 1                 |
| Łotwa           | Top 40 Singles                 | 21                |
| Niemcy          | Top 100 Singles                | 32                |
| Norwegia        | Topp 20 Single                 | 16                |
| Portugalia      | Top 50 Singles                 | 73                |
| Szwajcaria      | Schweizer Hitparade            | 25                |
| Szwecja         | Sverigetopplistan              | 8                 |
| Wielka Brytania | UK Singles Chart               | 73                |
| Włochy          | Top 100 Singles                | 1                 |

Roczne
| Kraj       | Organizacja  | Miejsce |
| ---------- | ------------ | ------- |
| Izrael     | Galgalatz    | 3       |
| Szwajcaria | Hitparade.ch | 27      |

Jubileuszowe (2010–2019)
| Kraj   | Organizator | Miejsce |
| ------ | ----------- | ------- |
| Izrael | Galgalatz   | 48      |